# 유의 (산양왕)
산양왕 유의(山陽王 劉懿, ? ~ ?)는 후한의 황족으로, 헌제의 아들이다.

## 생애
건안 17년(212년), 산양왕에 봉해졌다.
연강 원년(220년), 헌제가 조비에게 선양하여 후한이 멸망하였다. 유의는 열후로 폄작되었다.

## 출전
- 범엽, 《후한서》 권9 효헌제기

| 전임 (154년 전) 유형 | 후한의 산양왕 212년 9월 경술일 ~ 220년 10월 을묘일 | 후임 (후한 멸망) |